# Hollersbach im Pinzgau
Hollersbach im Pinzgau is een gemeente in de Oostenrijkse deelstaat Salzburger Land, en maakt deel uit van het district Zell am See.
Hollersbach im Pinzgau telt 1157 inwoners.
Bramberg am Wildkogel ·
Bruck an der Großglocknerstraße ·
Dienten ·
Fusch an der Großglocknerstraße ·
Hollersbach im Pinzgau ·
Kaprun ·
Krimml ·
Lend ·
Leogang ·
Lofer ·
Maishofen ·
Maria Alm ·
Mittersill ·
Neukirchen am Großvenediger ·
Niedernsill ·
Piesendorf ·
Rauris ·
Saalbach-Hinterglemm ·
Saalfelden ·
St. Martin bei Lofer ·
Stuhlfelden ·
Taxenbach ·
Unken ·
Uttendorf ·
Viehhofen ·
Wald im Pinzgau ·
Weißbach bei Lofer ·
Zell am See
- Gemeinsame Normdatei: 4329171-5
- Virtual International Authority File: 237425732